# Agrobiología de Michurin
La agrobiología de Michurin fue una doctrina pseudocientífica en biología que surgió en la Unión Soviética después de la sesión de agosto de 1948 de la Academia de Ciencias Agrícolas de la Unión Soviética. El nombre de la doctrina tiene solo una relación indirecta con Iván Michurin. Como "doctrina" se desarrolló después de la muerte de Michurin bajo el liderazgo del académico Trofim Lysenko, siendo aprobado por Iósif Stalin.

## Origen
En el aniversario de la muerte de Michurin, el periódico Pravda publicó en 1936 un artículo llamado "Multiplicar las filas de los michurinistas". Los autores del artículo eran el ingeniero agrónimo Trofim Lysenko y el filósofo de la biología Isaak Prezent. Dos meses después, Lysenko presentó un artículo donde se opuso abiertamente a la "mayoría de los representantes de la genética" (o seguidores del "weismannismo-morganismo"). El "nuevo enfoque" se basó en las disposiciones sobre la determinación del organismo no tanto por la herencia sino por la influencia del ambiente externo y la nutrición ("el organismo requiere condiciones").

## Postulados
- Las condiciones ambientales alteradas pueden cambiar el proceso de construcción del cuerpo, incluida la construcción de cromosomas y, en general, de células primordiales para la generación futura.[3]
- El mecanismo de cambio en la herencia es un cambio en la asimilación y disimilación en el cuerpo, un cambio en el metabolismo que afecta la formación de gametos.[3]
- Las células son capaces de generarse espontáneamente a partir de una masa no celular.[4]
- Negación del papel del ADN como sustancia de la herencia.[1]
- Las especies modernas pueden transformarse en otras debido a las condiciones ambientales.[5]